# Jeu de rôle des Terres du Milieu

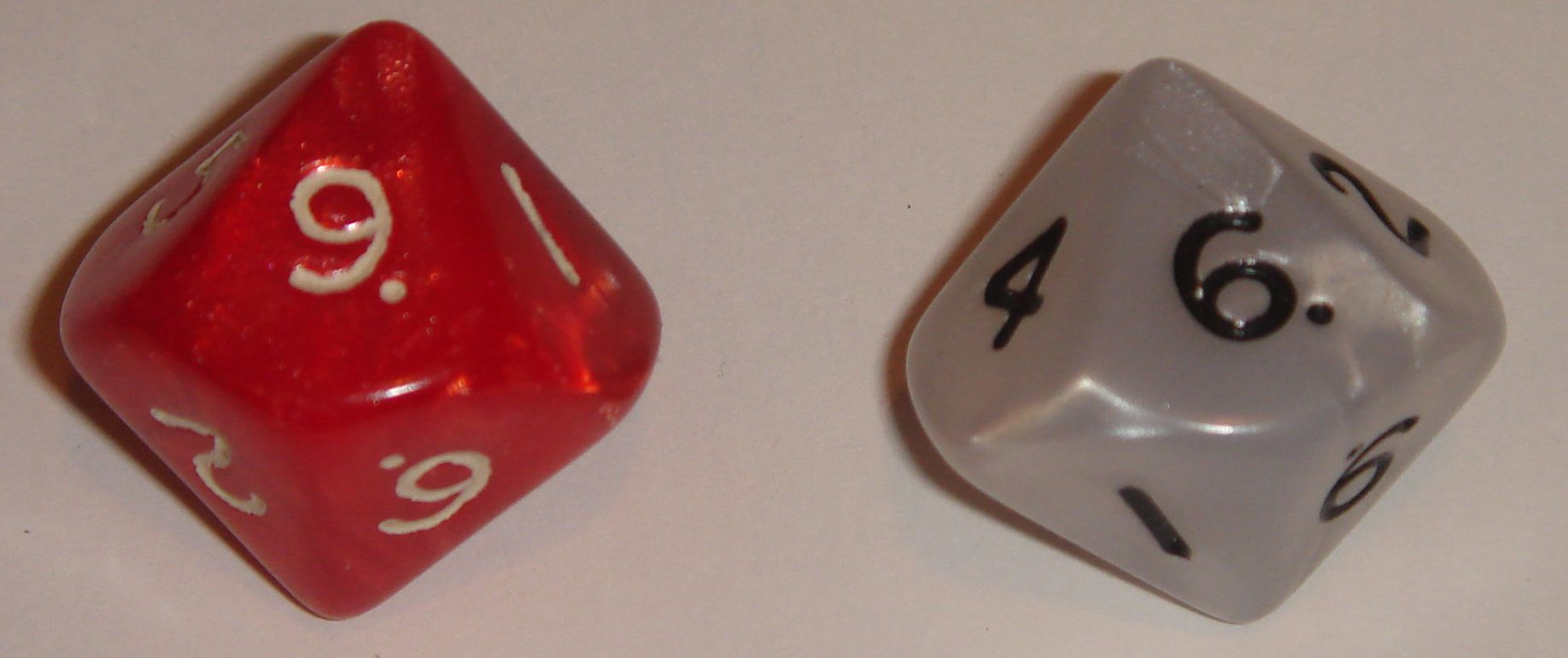
dés utilisés pour les jeux de rôle

Le Jeu de rôle des Terres du Milieu (JRTM), en anglais Middle-earth Role-playing Game (MERP), en allemand Mittelerde Rollenspiel (MERS), est un jeu de rôle sur table publié par Iron Crown Enterprises en 1984 et permettant de jouer des aventures sur la Terre du Milieu, l'univers de fiction qui sert de cadre à plusieurs romans de l'écrivain britannique J. R. R. Tolkien (en particulier ses romans Le Seigneur des anneaux et Bilbo le Hobbit).

## Histoire
Ce jeu a été édité en anglais par Iron Crown Enterprises en 1984. Il a été traduit en français par Hexagonal en 1986. Sa seconde édition a été éditée en 1993 en anglais et en 1995 en français. ICE a perdu la licence de la Terre du Milieu quand l'entreprise a fait banqueroute en 1997, ce qui a mis fin à la publication de ce jeu.

### Successeurs
La société Decipher, Inc. a depuis repris la licence et édité en 2001 un jeu de cartes à collectionner, Le Seigneur des anneaux : jeu de cartes à collectionner, et en 2002 un jeu de rôle, Lord of the Rings Role-Playing Game (LotR RPG), traduit en français par Hexagonal sous le titre de : le Jeu de rôle du Seigneur des Anneaux (JdRSA).
La société Cubicle 7 a à son tour repris la licence et édité en 2011 un jeu de rôle, The One Ring - Adventures over the Edge of the Wild, traduit en français par Edge Entertainment sous le titre de : L'Anneau Unique - Aventures dans les Terres Sauvages. Par ailleurs fin 2021, à la suite d'une campagne de financement participatif sur Kickstarter, Free League Publising édite une nouvelle édition de The One Ring intitulée The One Ring - Roleplaying in the World of the Lord of the Rings.

## Système de jeu
Le système de jeu utilisé dans JRTM est une version simplifiée des règles de Rolemaster.

### Définition des personnages
Les personnages de JRTM sont définis par leur race (Homme, Elfe, Nain, Hobbit... chacune ayant un ou plusieurs sous-types comme Haut-Elfe, Elfe Gris, Elfe Sylvain, Dunadan, etc.), leur profession (Animiste, Barde, Guerrier, Magicien, Rôdeur, Scout), un niveau d'expérience noté de 1 à 10 (ou au-delà de 10 avec les règles de Rolemaster), et une série de sept caractéristiques (Force, Agilité, Constitution, Intelligence, Intuition, Présence, Apparence) notées de 1 à 100 (et jusqu'à 103 sous certaines conditions).

De la valeur de chaque caractéristique se déduit un bonus normal (ou bien une pénalité) auquel la race additionne éventuellement un bonus racial pour calculer le bonus total de chaque caractéristique. Ainsi, le bonus total de caractéristique d'un Humain avec une Force de 100 sera moins élevé que celui d'un Troll avec la même valeur de caractéristique.
A ceci s'ajoute une liste (extensible) de compétences (y compris les listes de sorts) que le personnage pourra développer plus ou moins librement à chaque niveau d'expérience en fonction de sa profession. Ainsi, un Guerrier recevra 5 points à chaque niveau pour ses compétences d'Armes quand un Magicien n'en recevra aucun pour les mêmes compétences.

Aux compétences, ainsi qu'aux langues (évaluées de 0 à 5), s'adjoignent aussi d'autres aptitudes qui ne pourront pas être développées avec le niveau d'expérience : bonus défensif, "jets de résistance", points de puissance, bonus de déplacement, pénalité d'encombrement, etc.

Du niveau d'une compétence s'obtient un bonus que l'on cumule au bonus de la caractéristique associée, aux éventuels bonus de profession ou d'objet (magique), et aux bonus spéciaux.
La magie est divisée en deux "royaumes" (Essence et Théurgie) dont le personnage peut apprendre des listes de 10 sorts (1 sort par niveau) à l'exception de certaines listes liées à une unique profession. Ainsi là où un Guerrier sera limité aux 5 premiers niveaux des listes seulement "ouvertes" de l'un des royaumes, un Magicien n'aura pas d'autre limite que le niveau 10 dans le royaume de l'Essence. Le personnage ne pourra lancer que les sorts d'un niveau inférieur ou égal à son propre niveau d'expérience et s'il dispose d'assez de points de puissance.

Les sorts successifs d'une même liste apprise par le personnage auront l'avantage de rendre celui-ci de plus en plus puissant au fur et à mesure que leur niveau augmente.

### Résolution des actions
Une action (lancer de sort, manœuvre, combat...) est généralement résolue pendant une période (extensible) de 10 secondes appelée "round".
La préparation d'un sort fournit un modificateur d'efficacité (croissant en fonction de sa durée de 0 à 4 rounds) à l'exception des sorts "instantanés" (lancés sans préparation et sans pénalité).

Le lancer du sort consiste ensuite en un jet de pourcentage (lancer d'1d100) dit "ouvert" ou "jet sans limite" (les extrêmes sont relancés et l'on y additionne ou soustrait le nouveau résultat) qui durera pendant 1 round d'action et consommera autant de points de puissance que le niveau du sort.

Le résultat du sort additionné du modificateur d'efficacité seront alors lus dans une table afin de savoir quels sont les effets du sort.

La récupération des points de puissance ainsi dépensés aura lieu lors d'un repos de huit heures du personnage.
Une manœuvre est soit mobile (escalade, natation, équitation, traque, acrobatie, esquive, plongée, etc.), soit statique (localisation, dissimulation, crochetage de serrures, désarmement de pièges, lecture de runes, utilisation d'objets, perception, influence de personnages, navigation, séduction, etc.), et dure 1 ou plusieurs rounds (manœuvre longue ou complexe).

La difficulté de la manœuvre (modificateur positif, nul, ou négatif) doit d'abord être estimée par le maître de jeu avant que la manœuvre puisse être poursuivie ou abandonnée par le personnage.

Le jet d'une manœuvre consiste en un jet dit "ouvert" ou "jet sans limite" auquel on ajoute le bonus de compétence du personnage ainsi que tout autre modificateur de circonstance.

Le résultat obtenu et la difficulté estimée par le maître de jeu sont lus dans une table afin de connaître les conséquences de la manœuvre : échec, réussite partielle ou totale.
Un combat est simulé dans une table par type d'attaque (armes de mêlée, armes de jet, armes d'hast, etc.) et consiste en une succession d'attaques et de parades.

Un jet d'attaque consiste en un premier jet de pourcentage (lancer d'1d100) dont le résultat dans une table en fonction du type d'armure de la victime indique, soit un jet "non-modifié" (empêchant ainsi toute modification), soit un jet dit "ouvert" ou "jet sans limite" auquel on ajoute alors le bonus offensif de l'attaquant et duquel on ôte le bonus défensif de la cible.

La plupart des coups en combat provoque des points de dommages, voire un "coup critique" aux effets très variables, qui exige un second jet de pourcentage dont le résultat sera recherché dans une table séparée. L'inconscience ou la mort par simple perte de points de vie sera assez rare, les coups critiques pouvant être assez fréquents et parfois très violents.

Une petite partie des coups en combat entraîne malgré tout un échec ou "maladresse" aux conséquences également très variables, qui exige là aussi un deuxième jet de pourcentage dont le résultat sera lu dans une autre table. La situation changera alors souvent en faveur du défenseur, les maladresses pouvant devenir désastreuses pour l'attaquant.

## Époque et domaine de jeu
L'époque conseillée pour le JRTM et choisie dans la plupart des extensions est le milieu du Troisième Âge (année 1640), plus de mille ans avant les événements de Bilbo le Hobbit (2941) et du Seigneur des Anneaux (3017-3019). La Terre du Milieu est donc notablement différente de celle décrite dans ces livres, mais le meneur de jeu trouvera vite ses repères à la lecture des Appendices du Seigneur des Anneaux ou d'autres ouvrages de J.R.R. Tolkien.
Le domaine choisi le plus souvent pour le JRTM est celui du nord-ouest de la Terre du Milieu (Arnor, Gondor, Rhovanion), pays traversés par les personnages durant les événements de Bilbon le Hobbit et du Seigneur des Anneaux. Certaines extensions ont malgré tout préféré des pays plus exotiques situés au-delà de ceux décrits dans ces livres : le Forodwaith (Extrême-Nord), ou encore le Proche et l'Extrême Haradwaith (Moyen- et Extrême-Sud). Des extensions non parues avaient aussi prévu de développer d'autres pays : le Lindon (Occident elfique) et le pays de Rhûn (Orient).

## Accueil critique
En février 1985, le magazine français Casus Belli, l'un des principaux magazines français consacrés aux jeux de rôle, consacre un article à la première édition américaine de Middle Earth Roleplaying Game. Denis Gerfaud apprécie la qualité du matériel de jeu ainsi que le prix « très abordable » du livret de règles assez complet pour commencer à jouer sans autre achat. Il estime que le système de jeu peut être « déroutant au premier abord » mais « en fait beaucoup plus simple qu'il ne paraît ».
En juin 1997, un article de Casus Belli paru dans la rubrique "Portrait de famille" présente l'ensemble de la gamme alors disponible en traduction française (le jeu en est alors à sa deuxième édition). Olivier Guillo déplore la complexité du système de règles, qui reprend celui de Rolemaster (autre jeu plus ancien du même éditeur) sans beaucoup le simplifier, « ce qui est bien dommage car de nombreux novices s'intéressent pour la première fois au jeu de rôle après avoir lu Le Seigneur des Anneaux ». Il indique que le système n'est « pas mauvais, si l'on aime le réalisme » mais « pas propice au jeu d'ambiance car les calculs sont longs ». Il adresse deux reproches au système de jeu : son système de magie qui « ne respecte pas l'esprit du Seigneur des Anneaux (il est hérité de Rolemaster) en permettant un accès trop facile à une magie puissante », et le système d'expérience qui « incite les joueurs à rechercher les combats, car recevoir une blessure ou tuer un adversaire sont les meilleurs moyens pour progresser ». Il replace cependant le jeu dans le contexte de l'époque de sa parution et estime qu'il a représenté « un pas en avant par rapport à AD &D [Advanced Dungeons & Dragons] par exemple ». À propos du livre de base de la seconde édition, il regrette que la présentation des différentes races et de leurs cultures ainsi que le bestiaire soient peu développés et les parties géographiques « quasi inexistantes ». Il reproche au scénario d'introduction d'être « de type exploration pièges — monstres — trésors et d'une difficulté trop grande pour des joueurs ou des personnages débutants ».
Du fait de la popularité des romans de Tolkien, son exploitation sous la forme du jeu de rôle semble assez évidente et correspond aux années ou émergent de nombreux titres exploitant le même jeu de références à la suite de Donjons et Dragons dès la fin des années 70 jusqu'au début des années 90. Les préjugés liés au genre et la possibilité pour le joueur de manipuler l'univers original ont pu également attirer  à JRTM de nombreuses critiques.

## Liste des extensions

### Jeu de Rôle des Terres du Milieu (version française)

#### 1reédition
1. 00300 Le Jeu de Rôle des Terres du Milieu. (1986)
2. 00301 Écran avec Tables de Référence pour le Jeu de Rôle des Terres du Milieu. (1987)
3. 00302 Carte pour le Jeu de Rôle des Terres du Milieu. (1986)
4. 00303 Les Créatures des Terres du Milieu. (1988)
5. 00310 Angmar, Pays du Roi-Sorcier. (1987)
6. 00311 Moría, la Cité des Nains. (1988)
7. 00312 Les Rangers du Nord, le Royaume d'Arthedain. (1987)
8. 00313 Lóríen & les Guildes des Orfèvres Elfes. (1988)
9. 00314 Isengard et le Gondor du Nord. (1988)
10. 00315 Les Ents de Fangorn. (1988)
11. 00316 Les Cavaliers du Rohan. (1987)
12. 00317 Le Royaume Perdu du Cardolan. (1987)
13. 00350 La Tour de Cirith Ungol et l'Antre de Shelob. (1988)
14. 00351 Rivendell, la Maison d'Elrond. (1988)
15. 00352 Aux Portes du Mordor. (1987)
16. 00353 Les Voleurs de Tharbad. (1989)
17. 00354 Les Assassins de Dol Amroth. (1993)
18. 00355 La Porte des Gobelins et l'Aire de l'Aigle. (1998)
19. 00356 Les Ruines hantées des Dunéens. (1996)

#### 2eédition
1. 01500 Le Jeu de Rôle des Terres du Milieu. (1995)
2. 01501 Écran du JRTM (1997)
3. 01502 Carte des Terres du Milieu. (1998)
4. 01504 Les Trésors des Terres du Milieu. (1996)
5. 01505 Valar & Maíar, les Puissances Immortelles. (1997)
6. 01506 Le Guide des Terres du Milieu. (1998)
7. 01510 La Comté. (1997)
8. 01511 Minas Tirith. (1999)

### Middle-earth Role-playing (version américaine)

#### 1reédition
1. . . . .  MERP version anglaise: Middle-earth, the role-playing game set in J.R.R. Tolkien's world (1985)
2. 2200 A Campaign and Adventure Guidebook for Middle-earth (1983)
3. 2210 Middle-earth Adventure Guidebook II (1989)
4. 2300 Angmar, Land of the Witch-King (1982)
5. 2400 Umbar, Haven of the Corsairs (1982)
6. 2500 The Court of Ardor, in Southern Middle-earth (1983)
7. 2600 Northern Mirkwood, the Wood-Elves Realm (1983/1984)
8. 2700 Southern Mirkwood, Haunt of the Necromancer (1983)
9. 2800 Isengard and Northern Gondor (1983)
10. 2900 Moría, the Dwarven City (1984)
11. 3000 Rangers of the North, the Kingdom of Arthedain (1984)
12. 3100 Riders of Rohan (1985)
13. 3200 Lóríen and the Halls of the Elven Smiths (1986)
14. 3300 Havens of Gondor, Linhir and Lebennin (1987)
15. 3400 Sea-Lords of Gondor, the Land of Belfalas (1987)
16. 3500 Ents of Fangorn (1987)
17. 3600 Dunland and the Southern Misty Mountains (1987)
18. 3700 Lost Realm of Cardolan (1987)
19. 3800 Far Harad, the Scorched Land (1988)
20. 3900 Shadow in the South, set in Southern Middle-earth (1988)
21. 3110 Mount Gundabad (1989)
22. 3111 Greater Harad, set in Southern Middle-earth (1990)
23. 3112 Gorgoroth (1990)
24. 3113 The Grey Mountains (1992)
25. 4000 Northwestern Middle-earth Campaign Atlas
26. 4001 Northwestern Middle-earth Map Set (1994)
27. 4002 Northwestern Middle-earth Gazetteer (1992)
28. 8000 Middle-earth Role-playing (1984)
29. 8001 Combat Screen (1984)
30. 8002 Lords of Middle-earth: Vol. I - The Immortals (1986)
31. 8003 Lords of Middle-earth: Vol. II - The Mannish Races (1987)
32. 8004 Lords of Middle-earth: Vol. III - Hobbits, Dwarves, Ents, Orcs & Trolls (1989)
33. 8005 Creatures of Middle-earth (1988)
34. 8006 Treasures of Middle-earth (1989)
35. 8007 Angus McBride's Characters of Middle-earth (1990)
36. 8010 Bree and the Barrow-Downs (1984)
37. 8011 Mouths of the Entwash (1988)
38. 8012 Warlords of the Desert (1989)
39. 8013 Dark Mage of Rhudaur (1989)
40. 8014 Rogues of the Borderlands (1990)
41. 8015 Forest of Tears (1989)
42. 8016 Ghost Warriors (1990)
43. 8020 Dagorlad and the Dead Marshes (1984)
44. 8030 The Tower of Cirith Ungol and Shelob's Lair (1984)
45. 8040 Hillmen of the Trollshaws (1984)
46. 8050 Thieves of Tharbad (1985)
47. 8060 Erech and the Paths of the Dead (1985)
48. 8070 Goblin-Gate and Eagle's Eyrie (1985)
49. 8080 Rivendell, the House of Elrond (1987)
50. 8090 Brigands of Mirkwood (1987)
51. 8100 Middle-earth Role-playing, version en boîte (1984)
52. 8101 Haunted Ruins of the Dunlendings (1985)
53. 8102 Phantom of the Northern Marches (1986)
54. 8103 Trolls of the Misty Mountains (1986)
55. 8104 Pirates of Pelargir (1987)
56. 8105 Gates of Mordor (1987)
57. 8106 Assassins of Dol Amroth (1987)
58. 8107 Woses of the Black Wood (1987)
59. 8108 Raiders of Cardolan (1988)
60. 8109 Ghosts of the Southern Anduin (1989)
61. 8110 Perils on the Sea of Rhûn (1989)
62. 8111 Denizens of the Dark Wood (1989)
63. 8112 Hazards of the Harad Wood (1990)
64. 8113 The Necromancer's Lieutnant (1990)
65. 8114 River Running (1992)
66. 8201 Weathertop, Tower of the Wind (1987)
67. 8202 Teeth of Mordor (1988)
68. 8203 Calenhad, a Beacon of Gondor (1990)
69. 8204 Halls of the Elven King (1988)
70. 8205 Nazgûl's Citadel (1991)
71. 8301 Minas Tirith (1988)
72. 8302 Minas Ithil (1991)

#### 2eédition
1. 2000 MERP 2d edition collector (1993, couverture rigide, 272 p.)
2. 2001 MERP 2d edition standard (1993, couverture souple, 272 p.)
3. 2002 Middle-earth Accessory Pack, Accessory Pack (1993, boîte/couverture souple, 128 p.)
4. 2003 Middle-earth Campaign Guide, Sourcebook (1993, 128 p.)
5. 2004 Middle-earth Combat Screen, Screen (1993)
6. 2005 Arnor, Realm (1994, 416 p.)
7. 2006 Valar & Maiar, Peoples (1993, 128 p.)
8. 2007 Minas Tirith, Citadel (1994, 222 p.)
9. 2008 Middle-earth Poster Maps, Maps (1994)
10. 2009 Palantir Quest, Adventures (1994, 160 p.)
11. 2010 Treasures of Middle-earth, Sourcebook (1994, 208 p.)
12. 2011 Moria, Citadel (1994, 168 p.)
13. 2012 Creatures of Middle-earth, Sourcebook (1994, 144 p.)
14. 2013 Elves, People (1994, 176 p.)
15. 2014 Dol Guldur, Citadel (1995, 222 p.)
16. 2015 The Kin-Strife, Sourcebook (1995, 240 p.)
17. 2016 Lake-Town, Citadel (1995, 190 p.)
18. 2017 The Shire, Realm (1995, 276 p.)
19. 2018 Angmar, Realm (1995, 160 p.)
20. 2019 Mirkwood, Realm (1995, 160 p.)
21. 2020 Southern Gondor: the People, People (1996, 208 p.)
22. 2021 Southern Gondor: the Land, Land (1996, 206 p.)
23. 2022 Arnor: the People, People (1996, 232 p.)
24. 2023 Arnor: the Land, Land (1997, 232 p.)
25. 2024 The Northern Waste, Realm (1997, 190 p.)
26. 2025 Hands of the Healer, Sourcebook (1997, 160 p.)

### Modules non-publiés
1. . . . .  Lindon, Realm (Années 1990)
2. . . . .  Mithlond, Citadel (Années 1990)
3. . . . .  The Inland Sea, Campaign (Années 1990)

### Autres versions (traductions)
1. El Señor de los Anillos (version espagnole castillane, 1989)
2. El Senyor dels Anells (version espagnole catalane, 1989)
3. Il Gioco di Ruolo del Signore degli Annelli (GiRSA, version italienne, 1984)
4. Keskimaa Roolipeli (KERP, version finlandaise)
5. Mittelerde, das Klassische Rollenspiel System (MERS, version allemande, 1987)
6. Sagan om Ringen, Rollspelet (version suédoise, 1986)